# Freiwillige Feuerwehr
Eine Freiwillige Feuerwehr (in Österreich und Deutschland als feststehender Begriff Freiwillige Feuerwehr; die offizielle Abkürzung in Deutschland, Österreich und Südtirol lautet FF) ist eine öffentliche Feuerwehr, die sich hauptsächlich aus ehrenamtlichen Mitgliedern, mitunter auch einigen hauptamtlichen Kräften (z. B. für den Rettungsdienst oder in Werkstätten) zusammensetzt. Im Gegensatz dazu bestehen in seltenen Fällen einerseits Pflichtfeuerwehren, bei welchen Bewohner der jeweiligen Gemeinde zum Dienst verpflichtet werden, und andererseits Berufsfeuerwehren (BF) aus rein hauptamtlichen Einsatzkräften. Entgegen der weitverbreiteten Meinung, in den meisten Städten Deutschlands gebe es eine Berufsfeuerwehr, wird der abwehrende Brandschutz und die allgemeine Hilfe in Deutschland hauptsächlich durch ehrenamtliche Kräfte sichergestellt. Bei einer Gesamtzahl von 2054 Städten in Deutschland existieren lediglich in rund 100 dieser Städte Berufsfeuerwehren. In allen diesen Städten gibt es zur Verstärkung der Berufsfeuerwehr auch Freiwillige Feuerwehren. In Österreich gibt es nur in sechs Landeshauptstädten Berufsfeuerwehren. In Österreich führen auch zahlreiche Betriebsfeuerwehren den Zusatz Freiwillig, um darzustellen, dass die Betriebsfeuerwehr aus ehrenamtlichen Feuerwehrleuten besteht. Andererseits können Feuerwehren zwar freiwillig sein, aber im Namen dieses nicht anführen, wie in Vorarlberg, wo diese als Orts- oder Stadtfeuerwehr bezeichnet werden.
Die Organisation, den abwehrenden Brandschutz und die allgemeine Hilfe größtenteils mit Freiwilligen Feuerwehren abzudecken, hat sich vor allem in Österreich, Deutschland, Polen, Slowenien, Tschechien, in der Schweiz und in den Niederlanden durchgesetzt, während in den meisten anderen europäischen Ländern andere Organisationsformen vorherrschen. Geschichtlich bedingt bestehen auch im Gegensatz zum übrigen Italien in Südtirol, Trentino und dem Aostatal fast nur Freiwillige Feuerwehren. In manchen Ländern gibt es jedoch Bestrebungen, ein freiwilliges System zu etablieren. Ein Beispiel hierfür ist die ESEPA in Griechenland.

## Geschichte

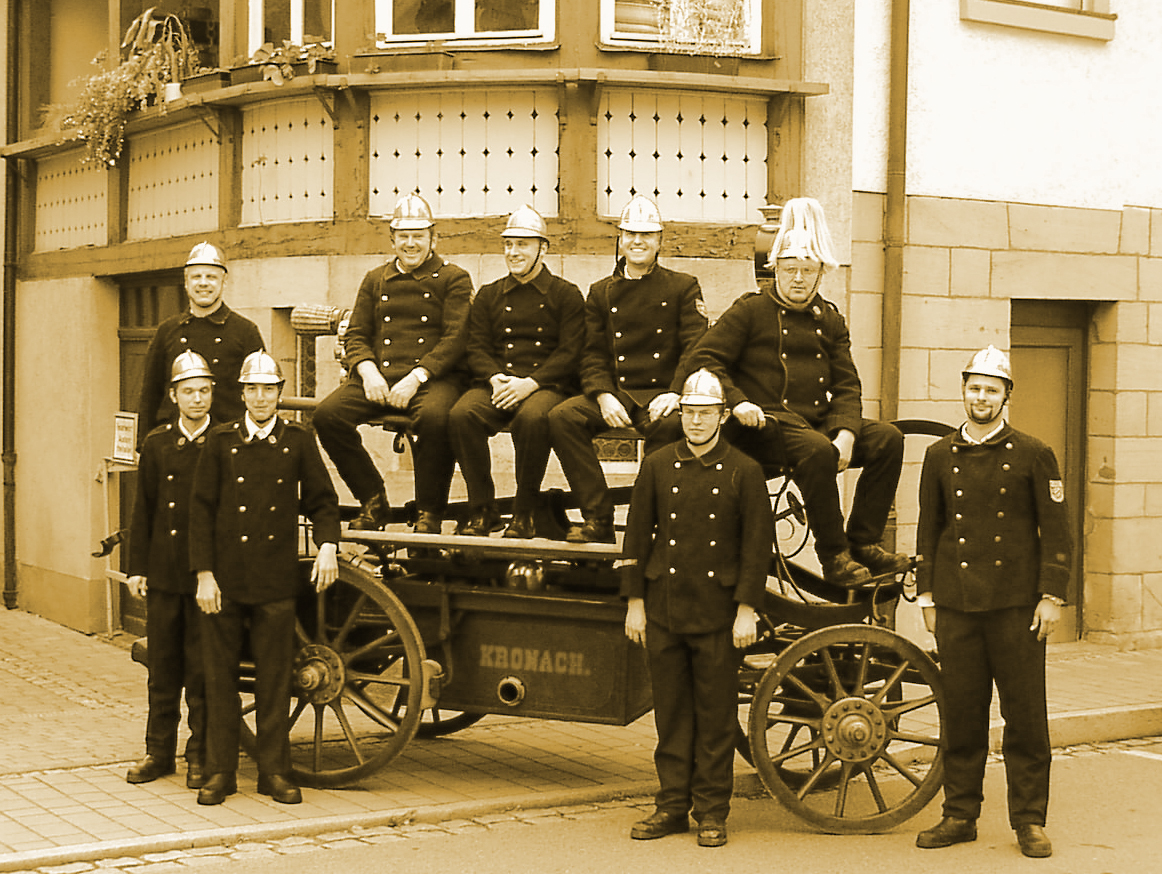
Die Saug- und Druckspritze der Freiwilligen Feuerwehr Kronach von 1882 (nachgestelltes Bild von 2003)

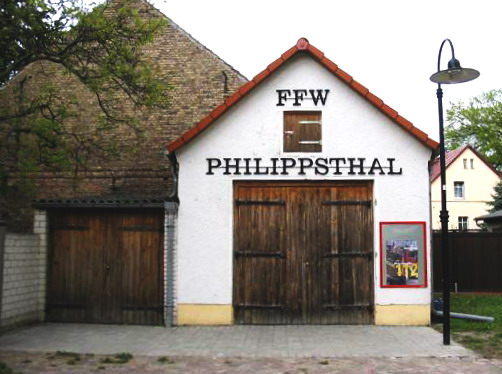
Feuerwehrhaus einer kleinen Freiwilligen Feuerwehr in ländlichem Raum, FF Philippsthal, Brandenburg

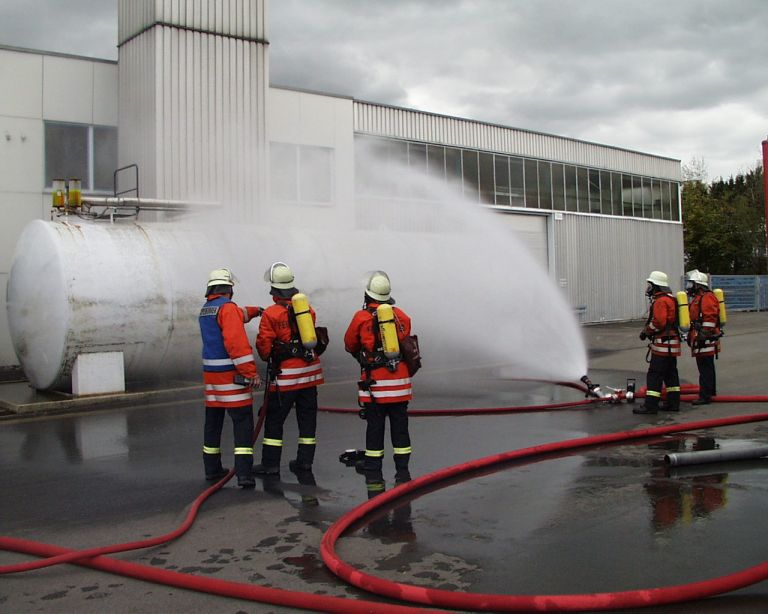
Kühlen eines Kraftstofftanks bei einer Einsatzgroßübung der Freiwilligen Feuerwehren im Landkreis Tübingen

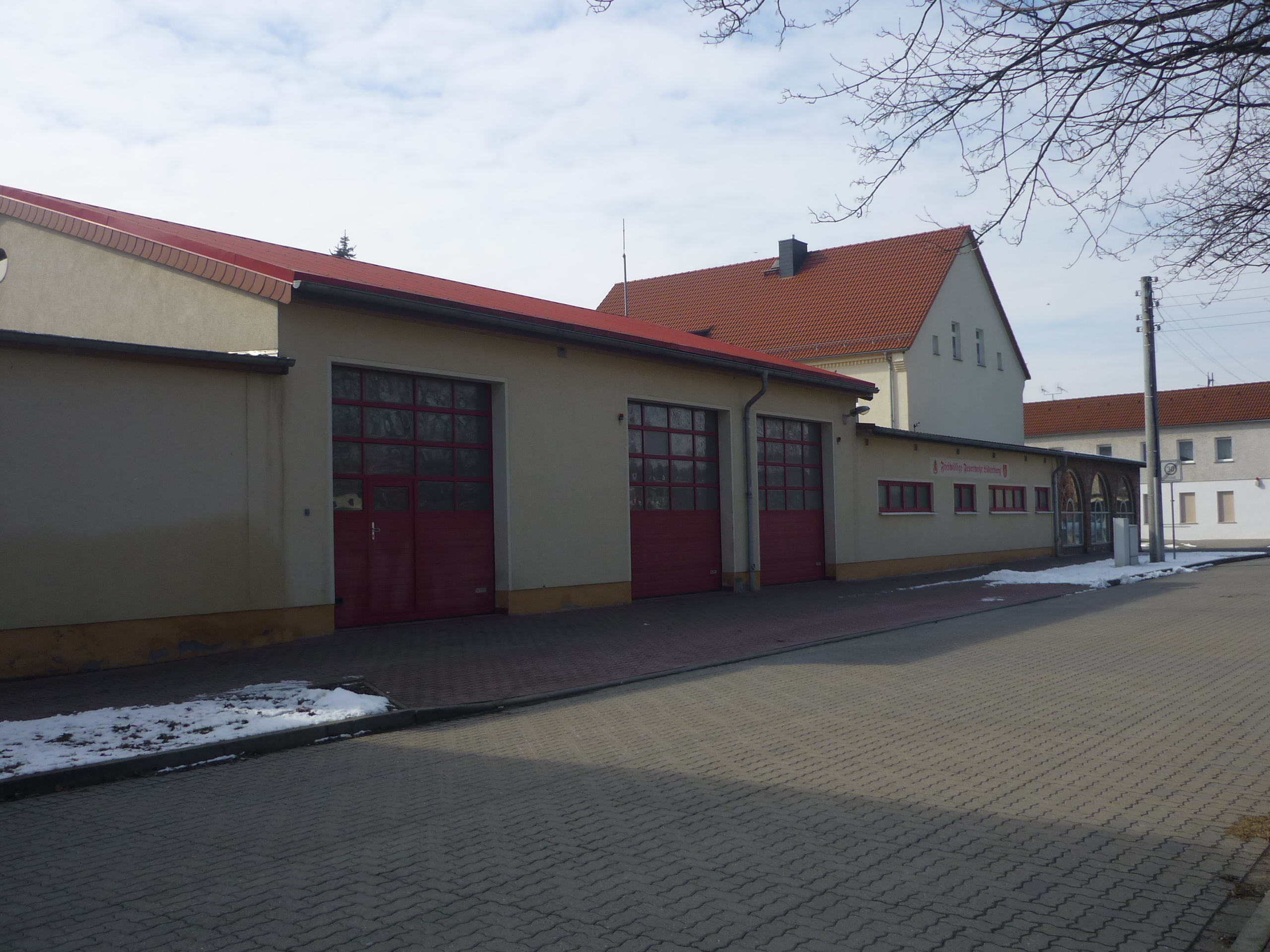
Beispiel eines Feuerwehrhauses einer Freiwilligen Feuerwehr

Versuche, eine Freiwillige Feuerwehr dauerhaft zu unterhalten, gab es bereits in Barmen im Jahr 1745 und in Dortmund „freiwillige Rettungsgesellschaft Dortmund“ im Jahr 1802.
Eine der ältesten dauerhaft bestehenden Freiwilligen Feuerwehren auf dem Gebiet der heutigen Bundesrepublik Deutschland ist die Freiwillige Feuerwehr der Kreisstadt Saarlouis im heutigen Saarland. Sie wurde 1811 von der damaligen französischen Regierung gegründet. Zu dieser Zeit gehörte die Stadt Saarlouis zu Frankreich. Am 16. September 1811, kurz nach einem im Nachbardorf Fraulautern ausgebrochenen großen Brand, wurde auf Beschluss des Magistrats der Stadt Saarlouis die bestehende Feuerlöscher-Kompanie unter Genehmigung des Präfekten von Metz Vincent-Marie Viénot de Vaublanc durch den Oberbürgermeister Renauld neu organisiert. Diese Neubildung geschah zu einer Zeit, als Napoleon ein Dekret für die Pariser Feuerwehr erlassen hatte, dessen Kerngedanken Freiwilligkeit der Rekrutierung der Mannschaft, militärisch straffe Organisation und unbezahlter Dienst, also Ehrenamtlichkeit, waren. Obwohl dieses Dekret ausdrücklich nur für Paris galt, die Brandschutzproblematik aber überall die gleiche war, erließen in der Folge auch die Präfekturen in Frankreich für ihre Verantwortungsbereiche vergleichbare Dekrete (z. B. der Präfekt Vaublanc für die Stadt Metz 1812). Nachdem am 1. Dezember 1815 die Preußen in Saarlouis eingezogen waren (Ergebnis aus dem Wiener Kongress), wurde die Feuerwehr preußisch bzw. deutsch.
Am 17. Juli 1841 erfolgte mit der Aufstellung des Freiwilligen Feuerlösch- und Rettungskorps erstmals die Gründung einer deutschen Freiwilligen Feuerwehr nach heutigem Verständnis im sächsischen Meißen. An diesem Tag konnte die Verpflichtung der 136 Mitglieder des Feuerlösch- und Rettungskorps auf dem Rathaus zu Meißen stattfinden. Sie war uniformiert und übte nach militärischen Grundsätzen. Der österreichische Schriftsteller Hans Gustl Kernmayr behauptete in seinem Buch Der goldene Helm: Werden, Wachsen und Wirken der Feuerwehren aus dem Jahr 1956, dass die von Christian Hengst fünf Jahre später im Jahr 1846 gegründete Pomier-Gruppe in Durlach landesweit die erste Freiwillige Feuerwehr wäre.
Nachdem sich im Jahr 1846 in Durlach und in Leipzig deutsche Freiwillige Feuerwehren gegründet hatten, entstanden im Jahr 1847 Freiwillige Feuerwehren in Baden-Baden, Heidelberg, Heilbronn, Karlsruhe und Ulm. Andere Gründungen folgten, sodass im Jahr 1851 in Deutschland 29 Freiwillige Feuerwehren bestanden. Meist sind sie aus politisch revolutionär eingestellten Turnvereinen hervorgegangen (siehe Badische Revolution). Die Freiwilligen Feuerwehren verwendeten damals neuartige und leistungsfähigere Spritzen, die vom Heidelberger Ingenieur Carl Metz gefertigt wurden. Da diese Spritzen noch muskelbetrieben waren, war ihre Bedienung anstrengend und erforderte besondere Fitness.
Zu den ersten Einsätzen wurde die Heidelberger Freiwillige Feuerwehr gar nicht gerufen. Sie beeindruckte den Stadtrat aber dadurch, dass sie sehr schnell und erfolgreich mit bisher in der Brandbekämpfung nicht gekannter Organisation und Logistik arbeitete. Die Idee setzte sich schnell durch, und schon wenige Jahre später gab es in der Region zahlreiche weitere ähnliche Organisationen.
Der Begriff Feuerwehr wurde im Jahr 1847 das erste Mal in einer Karlsruher Zeitung verwendet. Christian Hengst hatte am 27. Juli 1846 in Durlach eines der ersten freiwilligen Pompiers-Corps gegründet und setzte bei einem Großbrand des Großherzoglichen Hoftheaters in Karlsruhe die Stadtspritze Nr. 2 von Metz ein. Dies brachte die neuen Methoden der Brandbekämpfung tagelang in die überregionale Presse.
Auch in Österreich entstanden in den 1860er Jahren die ersten Freiwilligen Feuerwehren, die ebenso oftmals den Rettungsdienst übernahmen. Aus den Reihen der vorher unorganisierten Bürger wurden Feuerwehrvereine gegründet, die dadurch auch leichter Geldmittel erhielten. Die erste freiwillige Betriebsfeuerwehr hatte bereits 1831 die Kaiserlich-Königliche Tabakfabrik in Schwaz in Tirol.
Die erste Freiwillige Feuerwehr auf Ortsebene im heutigen Österreich war die im Jahr 1857 gegründete Freiwillige Feuerwehr Innsbruck. In der österreichisch-ungarischen Monarchie wurde bereits 1851 ein freiwilliges Pompiers-Corps in Reichstadt durch Ferdinand Leitenberger in Böhmen gegründet, der auch Instruktionen für die Organisation und Ausrüstung schrieb und damit zum Vorbild in Böhmen wurde. Die beispielhafte Entwicklung nach dem Muster Leitenbergers erfolgte rasant, sodass es um die Jahrhundertwende allein im österreichischen Teil Österreich-Ungarns bereits etwa 8.500 Freiwillige Feuerwehren gab.
Heutzutage sind die meisten Freiwilligen Feuerwehren mit modernen Geräten ausgestattet, um im Ernstfall schnelle und professionelle Hilfe leisten zu können. Es bestehen auch Freiwillige Feuerwehren, die mit einer umfangreicheren Ausrüstung andere Freiwillige Feuerwehren ihrer Umgebung bei speziellen Einsätzen unterstützen können. Mancherorts werden diese als Stützpunktfeuerwehren bezeichnet.
In Großbritannien bestehen keine Freiwillige Feuerwehren oder unbezahlte Feuerwehrleute. In früherer Zeit existierten sie zwar in verschiedenen Dörfern und hatten nur eine geringe oder gar keine Ausstattung. Sie waren ganz oder teilweise auf die Unterstützung der Stadtfeuerwehren mit haupt- oder nebenberuflichen Kräften angewiesen und wurden im Jahr 1938 völlig aufgelöst. Ein Jahr später fasste die damalige britische Regierung alle Feuerwehren und Brandschutzstellen zu einer einzigen Organisation, „National Fire Service“, zusammen, die ihr direkt unterstellt wurde.

## Mitgliedschaft und Werdegang in der Freiwilligen Feuerwehr
Die Mitgliedschaft in der Freiwilligen Feuerwehr steht grundsätzlich jedem offen. Um in die Einsatzabteilung einer Freiwilligen Feuerwehr eintreten zu können, müssen verschiedene Voraussetzungen erfüllt sein. Dazu können zählen:
- das Erreichen eines Mindestalters, in Deutschland je nach Bundesland zwischen 16 und 18 Jahren,[14][15] in Österreich teilweise 15 Jahre,
- die körperliche Eignung, wobei die genauen Anforderungen nur selten durch Gesetze oder Vorschriften festgelegt sind, so z. B. für Hamburg durch die Feuerwehr-Dienstvorschrift 300 „Gesundheitliche Anforderungen“.[16] Ein von der Deutschen Feuerwehr-Sportföderation e. V. entwickelter Eignungstest hat nur empfehlenden Charakter.[17]
- die geistige und charakterliche Eignung, die in der Regel ebenfalls nicht genau definiert wird,
- sowie die Freiheit von gewissen Vorstrafen oder Maßregeln; seltener wird ein Führungszeugnis gefordert.

Allein für Bayern werden im Jahr 2022 ca. 305.000 aktive Mitglieder ausgewiesen. Es soll vermehrt um Frauen in der Freiwilligen Feuerwehr geworben werden, mit einem mittelfristigen Ziel von 15 bis 20 Prozent Anteil.
Die Nationalität der Bewerber wird selten spezifiziert. Ein Beispiel ist die Steiermark, in der eine EU-Staatsbürgerschaft gefordert wird, auch wenn diese Bedingung weniger strikt gehandhabt wird.
Der Vorgang der Aufnahme gestaltet sich höchst unterschiedlich. Möglich sind eine Aufnahme durch Handschlag nach Teilnahme an mehreren Dienstabenden bis hin zu einer schriftlichen Bewerbung bei der für den Brandschutz zuständigen Institution (z. B. Referat Feuerwehr und Katastrophenschutz der Gemeinde). Üblich ist ein Aufnahmegespräch, in dem der Bewerber über die Rechte und Pflichten im Feuerwehrdienst aufgeklärt wird. Die Entscheidung über die Aufnahme liegt je nach Bundesland oder auch Gemeinde bei verschiedenen Stellen innerhalb der Feuerwehr oder bei übergeordneten Institutionen. Ein Anspruch auf Aufnahme besteht in der Regel nicht. Eine Aufnahme auf Probe ist möglich. In Österreich ist die sogenannte Angelobung im Zuge der Aufnahme bei vielen Feuerwehren üblich.
Die Ausbildung in der Freiwilligen Feuerwehr findet auf kommunaler Ebene und auf Landesebene in Feuerwehrschulen statt. Sie gliedert sich nach der Grundausbildung in weitergehende Führungs- sowie technische Ausbildung.
Mit Dauer der Zugehörigkeit zur Einsatzabteilung, dem Erwerb weiterer Qualifikationen und der Wahrnehmung von Funktionen können die Feuerwehrangehörigen in der Hierarchie der Dienstgrade aufsteigen. Eine Weisungsbefugnis höherer Dienstgrade gegenüber Feuerwehrangehörigen niedrigerer Dienstgrade besteht jedoch nicht. Diese ergibt sich vielmehr durch die Führungsstruktur – im Einsatz durch erworbene und ausgeübte Führungsfunktionen (Gruppenführer, Zugführer etc.), außerhalb des Einsatzes durch die jeweilige Führungs- und Leitungsstruktur innerhalb der Feuerwehr (Wehrführung, Kommandant etc.).

### Hauptamtliche Kräfte
In einigen Städten und größeren Gemeinden können auch hauptamtliche Kräfte bei der Freiwilligen Feuerwehr eingesetzt sein. Dies sind häufig zunächst die hauptamtlichen Gerätewarte. Bei größerer Anzahl hauptamtlicher Kräfte können jene die Ehrenamtlichen extrem entlasten, indem sie zum Beispiel Kleineinsätze völlig autark abarbeiten. Das Spektrum kann hierbei, je nach Größe der Gemeinde und Feuerwehr, von einigen wenigen Gerätewarten bis hin zu Hauptberuflichen Wachbereitschaften reichen, die nach Art der Berufsfeuerwehren organisiert sind und eine oder (eher selten) mehrere Feuerwachen 24 Stunden am Tag besetzen.

### Zivildienstleistende als Feuerwehrkräfte
In Österreich werden bei großen Feuerwehren oft zusätzlich neben den freiwilligen Stammmitgliedern auch Zivildiener zum Feuerwehrdienst verpflichtet, um die Tagesbereitschaft zu verbessern. Bevorzugt einberufen werden dabei Zivildienstleistende, die bereits vor ihrem Wehrersatzdienst Mitglied einer Freiwilligen Feuerwehr waren. Dadurch wird die Ausbildungszeit für die verpflichteten Kräfte wesentlich verkürzt und erleichtert. Zivildienstleistende leisten den Dienst nicht wie die freiwilligen Mitglieder, sondern eher wie Berufsfeuerwehrleute, da sie während ihrer Dienstzeit ständig anwesend sind. Neben den Einsätzen erledigen sie dann Tätigkeiten wie Instandhaltung und Wartung der Ausrüstung. Oft bleiben die verpflichteten Personen nach ihrem abgeleisteten Zivildienst bei einer Feuerwehr weiterhin freiwillige Mitglieder.
Bis zur Aussetzung der Wehrpflicht in Deutschland im Jahr 2011 galt eine mehrjährige Verpflichtung bei der Freiwilligen Feuerwehr als Wehrersatzdienst.

### Gesamtfeuerwehr aus Einheiten freiwilliger und Berufsfeuerwehrkräften
Diese Variante ist beispielsweise in allen deutschen Städten mit einer Berufsfeuerwehr (BF) anzutreffen. In Berlin sind die Freiwilligen zum Teil zu zehn Dienststunden im Monat auf der Wache verpflichtet. So wird die BF entlastet und der Ausbildungsstand der Freiwilligen Feuerwehr hoch gehalten. Die Freiwilligen Feuerwehren sind fest in die Organisation der jeweiligen Berufsfeuerwehren eingebunden. Sie werden bei Großschadensereignissen, zur Ablösung bei längeren Einsätzen und beim gleichzeitigen Auftreten einer Vielzahl von Schadensereignissen (Sturm, Silvester etc.) alarmiert.
Auch im täglichen Einsatzgeschehen kann die Freiwillige Feuerwehr, ab einer in der Ausrückeordnung festgelegten Größe des Ereignisses, gleichzeitig mit der Berufsfeuerwehr alarmiert werden. Durch die meist kürzere Anfahrt und die gute Ortskenntnis können so wichtige Minuten gewonnen werden. Zudem haben in vielen Städten Freiwillige Feuerwehren Spezialaufgaben (z. B.: First Responder in Hamburg). Berufsfeuerwehr und Freiwillige Feuerwehr arbeiten hier Hand in Hand zusammen und ergänzen sich in ihren Fähigkeiten.
Seit Gründung der FF Graz im Jahr 2009 hat auch jede der sechs österreichischen Städte mit Berufsfeuerwehr mindestens eine Freiwillige Feuerwehr. Auch in Wien gibt es noch zwei Freiwillige Feuerwehren am nördlichen Stadtrand. Diese haben auch ihren eigenen Einsatzbereich und rücken unabhängig von der Berufsfeuerwehr aus. Nur die Ausbildung ist im Rahmen der Berufsfeuerwehr möglich. Im Umland von Wien sind speziell organisierte Züge vorhanden, die bei Großeinsätzen der Feuerwehren bereits vorher zugeteilte Feuerwachen besetzen. Diese sind organisatorisch ähnlich den Katastrophenhilfsdiensten dieser Bezirke.

## Alarmierung von freiwilligen Feuerwehrleuten
Am Anfang eines jeden Einsatzes der Feuerwehr steht die Alarmierung. Besonders bei Freiwilligen Feuerwehren stellt diese Alarmierung ein nicht zu unterschätzendes Problem dar, da sich die Mitglieder in der Regel an Örtlichkeiten befinden, die der alarmierenden Leitstelle nicht direkt bekannt sind, z. B. zu Hause, am Arbeitsplatz oder unterwegs.
Die Alarmierung kann durch unterschiedliche Alarmierungssysteme, wie durch Sirenen oder Funkmeldeempfänger durchgeführt werden. Mobiltelefone werden von Feuerwehren nicht oder nur für eine optionale Sekundäralarmierung (Einsatzkräfte zur Ablösung bei langen Einsätzen) benutzt. Im Ernstfall, z. B. bei einem Terroranschlag oder im Katastrophenfall, würde ein Mobiltelefon aller Erfahrung nach nicht funktionieren, da das Mobilfunknetz durch die erhöhte Gesprächsaktivität überlastet wäre (anschauliches Beispiel ist die Überlastung der Mobilfunknetze in der Silvesternacht). Aber auch beim Ausfall der Stromversorgung von Sendemasten durch einen Katastrophenfall sind Mobiltelefone nicht mehr erreichbar.
Die Alarmierung per Flash-SMS kann auch, da von Netzbetreibern keine Prioritäten garantiert werden, teilweise später als per Pager den Empfänger erreichen. Trotzdem nutzen einige Feuerwehrmitglieder die Alarmierung via SMS, um eine größere Anzahl von Einsatzkräften erreichen zu können.
Nach Alarmierung begeben sich die Einsatzkräfte schnellst- und sicherstmöglich zum Feuerwehrhaus bzw. zum vereinbarten Sammelplatz.
Nach dem Anlegen der Einsatzkleidung folgt das Besetzen der Feuerwehrfahrzeuge und die Fahrt zum Einsatzort.

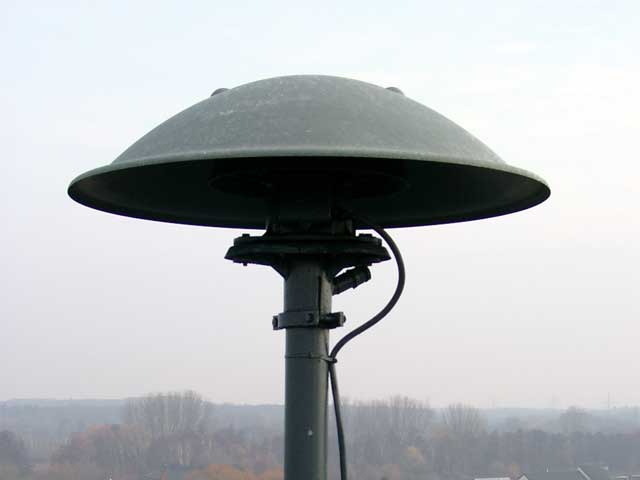
Eine Sirene zur Alarmierung
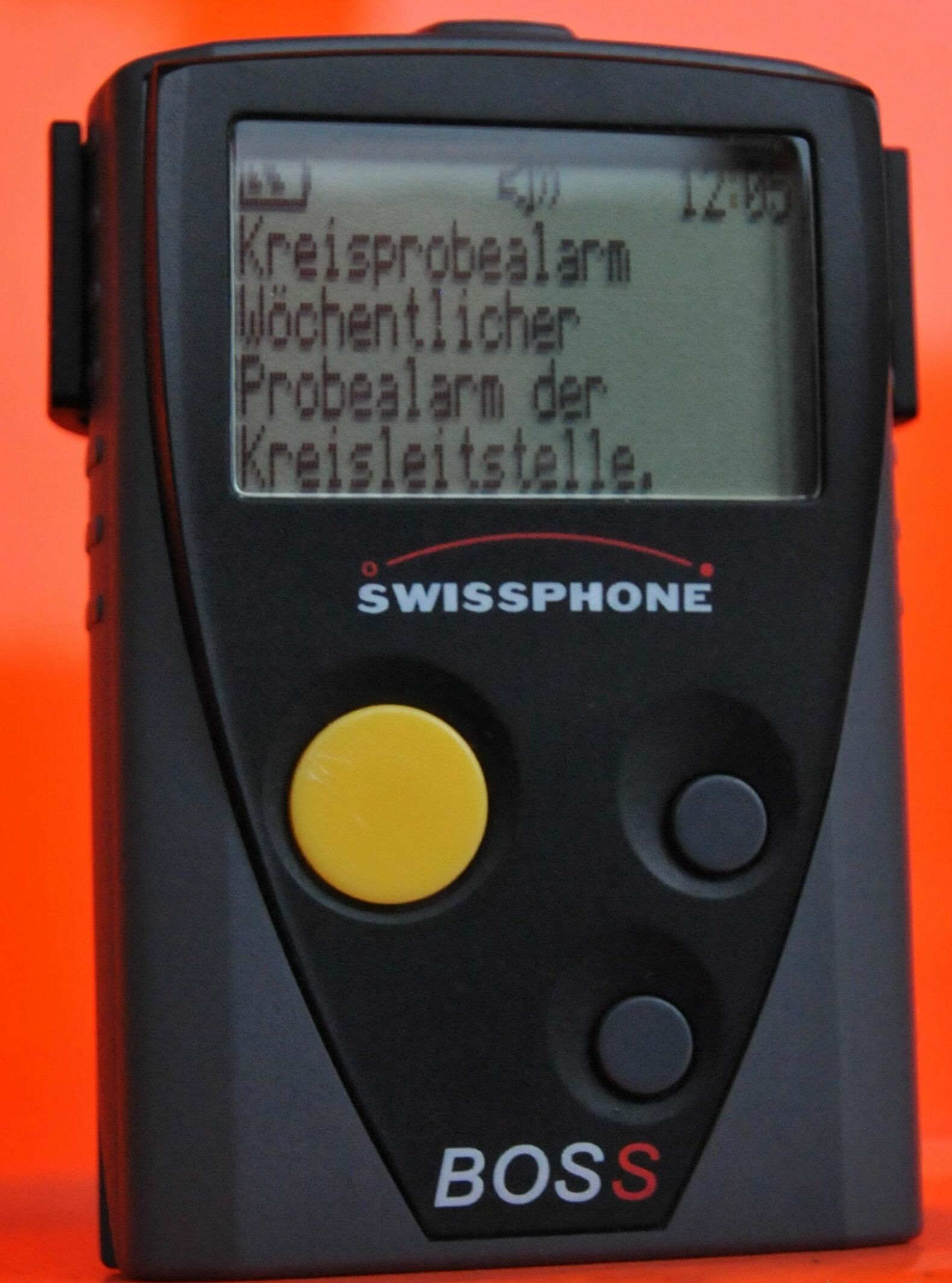
Ein Swissphone Funkmeldeempfänger zur Alarmierung

## Vereinbarkeit von Beruf und Feuerwehr im Ehrenamt
In manchen Staaten erlauben die Gesetze den Angehörigen der Freiwilligen Feuerwehr während der Arbeitszeit im Einsatzfalle die Entfernung vom Arbeitsplatz, wobei die Löhne durch den Arbeitgeber weiterzuzahlen sind. In anderen Staaten und Ländern wird auf die Freiwilligkeit der Unternehmen gesetzt. Dementsprechend unterschiedlich wird auch die Erstattung der weiterzuzahlenden Löhne gehandhabt. So bekommen in Deutschland die Arbeitgeber den weitergezahlten Lohn von der Kommune erstattet. Das gleiche Verfahren gilt auch für Ausbildungsveranstaltungen, etwa die Teilnahme an Lehrgängen an einer Landesfeuerwehrschule oder an anderen Kursen. Für Selbstständige oder nicht Berufstätige gibt es analoge Regelungen mit Pauschalbeträgen. Die Entfernung vom Arbeitsplatz steht bzw. stand schon immer im Widerspruch zu manchen Tätigkeiten (z. B. Zugpersonal oder Stationsleitung). Die Arbeitsmarktsituation im 21. Jahrhundert verringert jedoch häufig die Einsatzfähigkeit vieler Freiwilliger Feuerwehren weiter. So wird manchen ehrenamtlichen Feuerwehrleuten von ihren Arbeitgebern untersagt, während ihrer Arbeitszeit den Arbeitsplatz wegen eines Feuerwehreinsatzes zu verlassen, obwohl dies den oben erwähnten gesetzlichen Regelungen widerspricht. Auch die räumliche Entfernung von Wohnort und Arbeitsplatz vermindert vor allem tagsüber die Alarmbereitschaft der Feuerwehr am Wohnort der Pendler. Zudem stellt die kontinuierlich notwendige Weiterbildung eine zusätzliche Belastung für bereits im Berufsleben geforderte Freiwillige dar.
In Deutschland wird die Unvereinbarkeit von Ehrenamt, Beruf und Familie in empirischen Untersuchungen als Hauptgrund für die Beendigung eines freiwilligen Engagements benannt. Ausstiegsbereite Ehrenamtliche berichten aber zudem häufiger von Problemen innerhalb der Organisation und nehmen das interne Klima eher ungünstig wahr. Dabei fällt auf, dass ausstiegsbereite freiwillige Feuerwehrleute nicht etwa höheren zeitlichen Anforderungen (z. B. aus Beruf oder Familie) ausgesetzt sind als Ehrenamtliche, die ihr Engagement fortführen möchten. Dies deutet darauf hin, dass Unvereinbarkeit kein isoliertes zeitliches Problem ist, sondern ein komplexes Phänomen, welches mit kollektiver Notwendigkeit (zeitliche und räumliche Flexibilität) und individueller Priorisierung von Lebensbereichen und -inhalten zusammenhängt. Andererseits wird nach Aussagen von Studien in den letzten Jahren vermehrt von Unternehmen auf die Erfahrungen zurückgegriffen, die Mitglieder von Freiwilligenorganisationen und da vor allem bei der Feuerwehr als Arbeitskräfte mitbringen, dies vor allem, seit vermehrt Führungs- und Teamfähigkeiten in der Wirtschaft gefragt sind.
In Österreich ist die Freistellung für Feuerwehreinsätze nicht gesetzlich geregelt. Hier wird eher auf die Freiwilligkeit von Unternehmen gesetzt und jede(r) Feuerwehrfrau oder -mann muss das im Einzelnen mit dem jeweiligen Arbeitgeber vereinbaren. Unternehmen, die besonders die Feuerwehr bei der ehrenamtlichen Tätigkeit unterstützen, können die Auszeichnung Feuerwehrfreundlicher Arbeitgeber vom jeweiligen Landesfeuerwehrverband erhalten. Da die Zahl der Einsätze aufgrund von Extremereignissen stark zunimmt, nimmt sich auch Global 2000 der Thematik des Freiwilligenwesens an und fordert bessere Bedingungen zur Dienstfreistellungen von bei Einsätzen.

### Allgemeine Probleme
Die räumliche Entfernung von Wohnort und Arbeitsplatz vermindert vor allem tagsüber die Alarmbereitschaft der Feuerwehr am Wohnort der Pendler. Zudem stellt die kontinuierlich notwendige Weiterbildung eine zusätzliche Belastung für bereits im Berufsleben geforderte Freiwillige dar. Auch wird die Unvereinbarkeit von Ehrenamt, Beruf und Familie in empirischen Untersuchungen als Hauptgrund für die Beendigung eines freiwilligen Engagements benannt. Ausstiegsbereite Ehrenamtliche berichten aber zudem häufiger von Problemen innerhalb der Organisation und nehmen das interne Klima eher ungünstig wahr. Dabei fällt auf, dass ausstiegsbereite freiwillige Feuerwehrleute nicht etwa höheren zeitlichen Anforderungen (z. B. aus Beruf oder Familie) ausgesetzt sind als Ehrenamtliche, die ihr Engagement fortführen möchten. Dies deutet darauf hin, dass Unvereinbarkeit kein isoliertes zeitliches Problem ist, sondern ein komplexes Phänomen, welches mit kollektiver Notwendigkeit (zeitliche und räumliche Flexibilität) und individueller Priorisierung von Lebensbereichen und -inhalten zusammenhängt. Andererseits wird nach Aussagen von Studien in den letzten Jahren vermehrt von Unternehmen auf die Erfahrungen zurückgegriffen, die Mitglieder von Freiwilligenorganisationen und da vor allem bei der Feuerwehr als Arbeitskräfte mitbringen, dies vor allem, seit vermehrt Führungs- und Teamfähigkeiten in der Wirtschaft gefragt sind.
Auch der innerbetriebliche Einsatz als Sicherheitsbeauftragter, Brandschutzwart oder Ersthelfer wird vorzugsweise Angehörigen einer FF übertragen.

### Deutschland
In Deutschland gibt es Gesetze, die den Angehörigen der Freiwilligen Feuerwehr während der Arbeitszeit im Einsatzfalle die Entfernung vom Arbeitsplatz erlauben, wobei die Löhne durch den Arbeitgeber weiterzuzahlen sind. Das gleiche Verfahren gilt auch für Ausbildungsveranstaltungen, etwa die Teilnahme an Lehrgängen an einer Landesfeuerwehrschule oder an anderen Kursen. Für Selbstständige oder nicht Berufstätige gibt es analoge Regelungen mit Pauschalbeträgen. Allerdings wird manchen ehrenamtlichen Feuerwehrleuten von ihren Arbeitgebern untersagt, während ihrer Arbeitszeit den Arbeitsplatz wegen eines Feuerwehreinsatzes zu verlassen, obwohl dies den oben erwähnten gesetzlichen Regelungen widerspricht.
Da die Lohnfortzahlung des Arbeitgebers zu seinem Nachteil führen würde, kann der Arbeitgeber diese Lohnfortzahlung gegenüber der zu alarmierenden Behörde geltend machen. Das bedeutet, er erhält den gezahlten Lohn von der Behörde zurück.

#### Öffentliche Einrichtung
Bei öffentlichen Einrichtungen (z. B. Stadt oder Gemeinde als Arbeitgeber) wird dort ausdrücklich darauf hingewiesen, dass der Arbeitnehmer freizustellen ist, sofern keine zwingenden Gründe vorliegen. Es wird dort kein Lohn innerhalb der Behörden verrechnet.

#### Versicherungsschutz
Freiwillige Feuerwehren sind „Unternehmen zur Hilfe bei Unglücksfällen“ im Sinne des § 2 Abs. 1 Nr. 12 des Siebten Buches Sozialgesetzbuch. Unfälle infolge der Feuerwehrtätigkeit sind Arbeitsunfälle (§ 8 Abs. 1 des Siebten Buches Sozialgesetzbuch) und werden durch die örtlich zuständige Unfallkasse oder Feuerwehr-Unfallkasse entschädigt.

### Österreich
In Österreich ist die Freistellung für Feuerwehreinsätze nicht gesetzlich geregelt. Hier wird eher auf die Freiwilligkeit von Unternehmen gesetzt und jede(r) Feuerwehrfrau oder -mann muss das im Einzelnen mit dem jeweiligen Arbeitgeber vereinbaren. Unternehmen, die besonders die Feuerwehr bei der ehrenamtlichen Tätigkeit unterstützen, können die Auszeichnung Feuerwehrfreundlicher Arbeitgeber vom jeweiligen Landesfeuerwehrverband erhalten. Da die Zahl der Einsätze aufgrund von Extremereignissen stark zunimmt, nimmt sich auch Global 2000 der Thematik des Freiwilligenwesens an und fordert bessere Bedingungen zur Dienstfreistellungen bei Einsätzen.
Speziell bei längeren Einsätzen, wie den Schneefällen im Jahr 2019, flammen wiederholt Diskussionen auf, wo seitens der Feuerwehr, aber auch seitens der Politik Lösungen gefordert und angedacht werden. So gibt es beispielsweise im Öffentlichen Dienst oft die Möglichkeit von Sonderurlaub für Einsätze. Auch einzelne Unternehmen, wie zuletzt die TGW Logistics Group, haben für ihre Mitarbeiter Betriebsvereinbarungen abgeschlossen, nach denen für Einsätze, aber auch für Schulungen jährlich bezahlter Sonderurlaub gewährt wird. Es werden aber auch Forderungen erhoben, dass der Bund die Arbeitgeber entschädigt, die Mitglieder von Freiwilligenorganisationen im Notfall freistellen, ohne dass dabei das Ehrenamt in Frage gestellt wird.
Während politische Parteien vor allem nach Katastropheneinsätzen immer wieder eine gesetzliche Verankerung der Abgeltung eines Verdienstentganges fordern, warnen die Organisationen selbst, wie der ÖBFV aber auch das Rote Kreuz von einer Freiwilligkeit der Einsatztätigkeit abzugehen, da dadurch Arbeitnehmer, die ehrenamtliche Tätigkeiten ausüben, eher Nachteile im Berufsleben erwarten müssten.
Einen anderen Weg beschreiten immer wieder einzelne Unternehmen, die das Ehrenamt fördern, indem beispielsweise neben dem Verdienstentgang auch Prämien an Helfer bezahlt werden, die vom Arbeitsplatz zum Einsatz geholt werden, da sie dadurch auch einen Motivationsschub im Arbeitsverhältnis sehen.
Im Jahr 2019 wurde eine Regelung für Dienstfreistellung bei Katastropheneinsätzen getroffen. Der Nationalrat beschloss während der Bundesregierung Bierlein im Zuge des Freien Spiels der Kräfte eine Fortzahlung des Entgelts bei Einsätzen mit einer Länge von über acht Stunden und mit mehr als einhundert Einsatzkräften in Einsatz, wobei die Arbeitgeber einen Pauschalbetrag von 200 Euro pro Tag aus dem Katastrophenfonds als Entschädigung erhalten. Kritisiert wird allerdings, dass die Einsatzannahme an der Realität vorbeigehe.

## Nachwuchsförderung

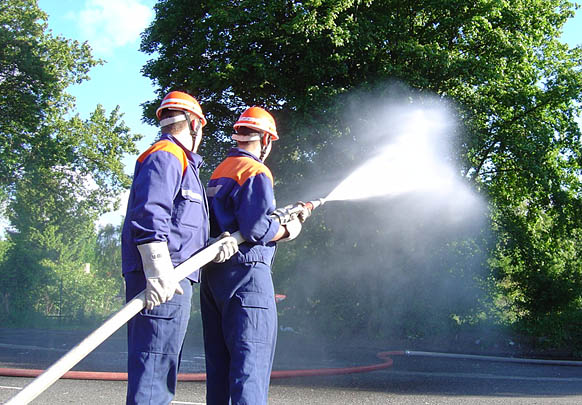
Von Jugendfeuerwehrmännern vorgenommene Löschangriffsübung

Die Nachwuchsförderung innerhalb einer Freiwilligen Feuerwehr wird häufig durch spezielle Einheiten innerhalb der örtlichen Feuerwehr durchgeführt. In Deutschland ist dies vor allem die Jugendfeuerwehr, in einigen Bundesländern existiert für jüngere Kinder die Kinderfeuerwehr, in Österreich die Feuerwehrjugend.
Abhängig von den nationalen oder Länderregelungen wird in der Jugendfeuerwehr bzw. der Feuerwehrjugend die Möglichkeit geboten, bereits im jugendlichen Alter der Feuerwehr beizutreten. Mitglieder der Jugendfeuerwehr dürfen zumeist nicht am aktiven Dienst (Übungen der Einsatzkräfte und Einsätze) teilnehmen. Sie sollen einerseits eine feuerwehrspezifische Ausbildung in Theorie und Praxis erhalten und andererseits auch ein allgemeines Jugendprogramm erleben. Das Mindestalter, in dem Mitglieder der Jugendfeuerwehr in den aktiven Dienst übernommen werden, ist von den Regelungen der einzelnen Bundesländer abhängig. In wenigen Bundesländern dürfen Jugendfeuerwehrmitglieder an Einsätzen teilnehmen; die Einsatzarten sind jedoch für Minderjährige stark begrenzt.
In Kinderfeuerwehren werden Kinder je nach Bundesland zwischen vier und zehn Jahren spielerisch an die Themen Feuer, Brandschutz und Feuerwehr herangeführt. Die große Altersdifferenz in Kinderfeuerwehren erfordert meist eine gewisse Binnendifferenzierung, so wird bei den jüngeren Mitgliedern durch Malen und Spielen an die Brandschutzerziehung in Kindertagesstätten und Kindergärten angeschlossen, bei älteren Mitgliedern mit Übungen an die Brandschutzerziehung und Vorführübungen in Grundschulen.

## Feuerwehrleute in Europa
Die nachfolgende Statistik zeigt die Anzahl und Anteile der aktiven erwachsenen Feuerwehrangehörigen in einigen wesentlichen europäischen Staaten auf.
| Land                   | Einwohner  | Gesamtanzahl Feuerwehrangehörige | Verhältnis von Feuerwehrangehörigen zu Einwohnern | Freiwillige Feuerwehrangehörige | Berufsfeuerwehrangehörige | Teilzeitfeuerwehrangehörige | Freiwilligenquote |
| ---------------------- | ---------- | -------------------------------- | ------------------------------------------------- | ------------------------------- | ------------------------- | --------------------------- | ----------------- |
| Dänemark               | 5.756.000  | 7.600                            | 0,13 %                                            | 1.350                           | 1.750                     | 4.500                       | 17,76 %           |
| Deutschland            | 82.700.001 | 1.027.996                        | 1,25 %                                            | 996.688                         | 31.308                    | 0                           | 96,95 %           |
| Finnland               | 5.474.000  | 19.267                           | 0,35 %                                            | 11.615                          | 3.846                     | 3.806                       | 60,28 %           |
| Frankreich             | 66.628.000 | 234.446                          | 0,35 %                                            | 193.800                         | 40.646                    | 0                           | 82,66 %           |
| Griechenland           | 10.788.000 | 15.660                           | 0,15 %                                            | 1.507                           | 12.441                    | 1.712                       | 9,62 %            |
| Italien                | 61.000.000 | 48.930                           | 0,08 %                                            | 20.060                          | 28.870                    | 0                           | 41,00 %           |
| Österreich             | 8.773.000  | 258.433                          | 2,95 %                                            | 255.865                         | 2.568                     | 0                           | 99,01 %           |
| Polen                  | 38.413.000 | 256.480                          | 0,67 %                                            | 226.240                         | 30.240                    | 0                           | 88,21 %           |
| Tschechien             | 10.610.000 | 79.950                           | 0,75 %                                            | 67.383                          | 12.567                    | 0                           | 84,28 %           |
| Vereinigtes Königreich | 61.370.000 | 60.500                           | 0,10 %                                            | 1.400                           | 40.100                    | 19.000                      | 2,31 %            |

Stand: 2017

## Erreichen einer Altersgrenze

### Reserveeinheiten in Österreich
In Österreich ist die aktive Mitgliedschaft großteils mit dem Höchstalter von 65 Jahren begrenzt. Im Burgenland wird im Jahr 2020 die Altersgrenze auf 70 Jahre erhöht. Ab diesem Alter müssen die Mitglieder nicht austreten, sondern werden in den Reservestand überstellt. Das bedeutet, dass sie ihre Funktionen zurücklegen müssen und am Einsatzgeschehen nur mehr nach ihren Möglichkeiten teilnehmen dürfen. Sie behalten aber trotzdem verschiedene Rechte in ihrer angestammten Feuerwehr. So sind sie beispielsweise in manchen Bundesländern, ähnlich den aktiven Mitgliedern bei Wahlen des Kommandos stimmberechtigt. Je nach Bundesland dürfen sich Mitglieder auch nach einem festgelegten Dienstalter in die Reserve melden. Dies geschieht vor allem dann, wenn sie aus privaten, beruflichen oder auch aus gesundheitlichen Gründen nicht mehr an Einsätzen und Übungen teilnehmen können, aber am gesellschaftlichen Leben in der Feuerwehr trotzdem teilhaben wollen.
Bundesländerabhängig ist es auch, ob Mitglieder der Reserve auch an Einsätzen teilnehmen dürfen oder nicht. So durften beispielsweise Salzburger nach Erreichen der Altersgrenze von 65 Jahren nicht nur keine Funktionen mehr ausüben, wie in anderen Bundesländern, sondern auch an Einsätzen nicht mehr teilnehmen. Erst seit dem Jahr 2018 wurde dieses Alter auf 70 Jahre angehoben. So findet man beispielsweise in Oberösterreich ein Feuerwehrmitglied, das zwar offiziell im Reservestand ist, aber noch im Alter von 90 Jahren bei fast allen Einsätzen, sowie Übungen teilnimmt.
In Niederösterreich wurden im Jahr 2011 erste Vorstöße vom niederösterreichischen Landesfeuerwehrverband unternommen, das erlaubte Höchstalter auf das 70. Lebensjahr hinaufzusetzen.

### Deutschland
Je nach Bundesland tritt ein Feuerwehrangehöriger nach dem 60. bis 67. Lebensjahr in die Alters- und Ehrenabteilung über. Deren Mitglieder nehmen nicht mehr aktiv am Einsatzgeschehen teil bzw. nur in unterstützender Rolle, wodurch die Einsatzkleidung nicht mehr benötigt wird. Unter Umständen können sie weiterhin gewisse Aufgaben wie Fahrzeugpflege, Brandschutzerziehung oder Verwaltungsarbeit ausüben. Die gealterten Feuerwehrangehörigen sind berechtigt, weiterhin ihre Dienstuniform zu nutzen, die mit dem zuletzt verliehenen Dienstgrad getragen wird. Der Versicherungsschutz bleibt unverändert bestehen. Die Dienstzeit wird in der öffentlich-rechtlichen Feuerwehr fortgeführt.

## Finanzierung
Träger der Freiwilligen Feuerwehren sind die Kommunen. Abhängig von der Einsatzart und den gesetzlichen Gegebenheiten können für manche Einsätze auch Aufwände gemäß der erlassenen Gebührenordnung verrechnet werden, sodass die Gerätschaften unterhalten werden können. Während die Kosten bei fast allen Arten von Brandeinsätzen nicht erstattet werden müssen, sind Einsätze, die auf der Gefährdungshaftung beruhen, in der Regel kostenersatzpflichtig.
Eine zusätzliche Finanzierung kann beispielsweise durch Beiträge von Fördervereinen, Spenden bei Sammelaktionen oder Einnahmen aus verschiedenen Veranstaltungen erfolgen. Eine indirekte Finanzierungswirkung haben Sachspenden (z. B. Spezialgeräte), die den Haushalt der Freiwilligen Feuerwehr entlasten und vereinfachen.